# Eumecia johnstoni
Eumecia johnstoni är en ödleart som beskrevs av  George Albert Boulenger 1887. Eumecia johnstoni ingår i släktet Eumecia och familjen skinkar. Inga underarter finns listade i Catalogue of Life.